# Pogonatum procerum
Pogonatum procerum là một loài Rêu trong họ Polytrichaceae. Loài này được (Lindb.) Schimp. miêu tả khoa học đầu tiên năm 1875.